# باور 6
معالج POWER 6 هو أحد معالجات الحاسوب من إنتاج شركة آي بي إم واسمه يعني Performance Optimized With Enhanced RISC وبالتالي يعتمد على بنيان RISC أي التعليمات القليلة وملف السجلات ذو الحجم الكبير مما يجعلنا نتوقع منه أداءً ممتازاً،ناهيك عم كونه يستخدم في أنظمة متطورة جداً من قبيل سلسلة p575 التي تنتجها IBM وتحتوي عقدها على رقاقات POWER6 كمحرك حسابي
أساسي.

## ميزاته
- متوفر بالترددات التالية : 4.7 GHz, 4.2 GHz, 4.0 GHz, 3.8 GHz، 3.5 GHz, 5.0 GHz
- 790 m ترانزستور
- تقنية التصنيع 65 نانو متر، ويستخدم نظام 64 بت
- 2 superscalar smt cores
- 8 mb للمستوى الثاني من الذاكرة الخابية
- 32 mb للمستوى الثالث من الذاكرة الخابية
- يوجد اثنان من المتحكمات بالذاكرة
- البنية tow – tier smp (symmetric multiprocessor)
- 349 mm^2 die

من حيث نوع التوازري فيه فهو يعد من النمط Single Instruction Multiple Data وهو ما اختصاره SIMD وذلك حسب تصنيفات Flynn

## الفروق بينه وبين سلفه
تمت العديد من التطويرات على الإصدار السابق POWER5+حيث يوجد هنا تغييرات عديدة، فبدلا من 1.875 MB للمستوى L2 من الذاكرة الخابية، فكل نواة لها 4 MB 8 set associative L2 من الذاكرة الخابية والتي تعمل عند نصف تردد النواة.
بالإضافة، يوجد اثنتان من المتحكمات memory controller التي بواسطتها تقوم رقاقات ال buffer بالاتصال بالذاكرة، بالاعتماد على رقاقة ال buffer وعرض البيانات (كلاهما متحولات)، يمكن ان تصل سرعة القراءة إلى 52.2 GB/s وسرعة الكتابة إلى 25.6 GB/s.
إن المستوى الثالث من الذاكرة L3 Cache الخابية تكون سعته بين 36 – 32 Mb
وهو من النوع victim cache 16-way set-associative يعمل بربع تردد الساعة الكلي
إن تردد الساعة قد ارتفع من 1.9 GHz في معالجات POWER5+ إلى 4.7 GHz في معالجات POWER6 (الإصدار المبرد بالماء).
وقد بقيت نسبة استهلاك الطاقة نفسها، ولكن تم اعتماد تقنية بحجم 65 nm بدلا من 90 nm في التصنيع
المستوى الأول من الذاكرة الخابية L1 تمت مضاعفته بالمقارنة مع الإصدار السابق أيضا وأصبح 64 kb مثل مستوى التعليمات L1، وكلاهما 4-way set-associative